# Abraham Willet
Abraham Willet (1825 - 1888) was een Nederlandse kunstverzamelaar en amateur-schilder.
Willet is geboren in Amsterdam en trouwde met Louisa Holthuysen op 17 juli 1861.
Willet was lid van Arti et Amicitiae. Jarenlang werd zijn kunstcollectie beschouwd als de basis van de collectie van Huis Willet-Holthuysen, maar recent onderzoek heeft aangetoond dat zijn vrouw misschien meer invloed heeft gehad bij het vormen van de collectie.

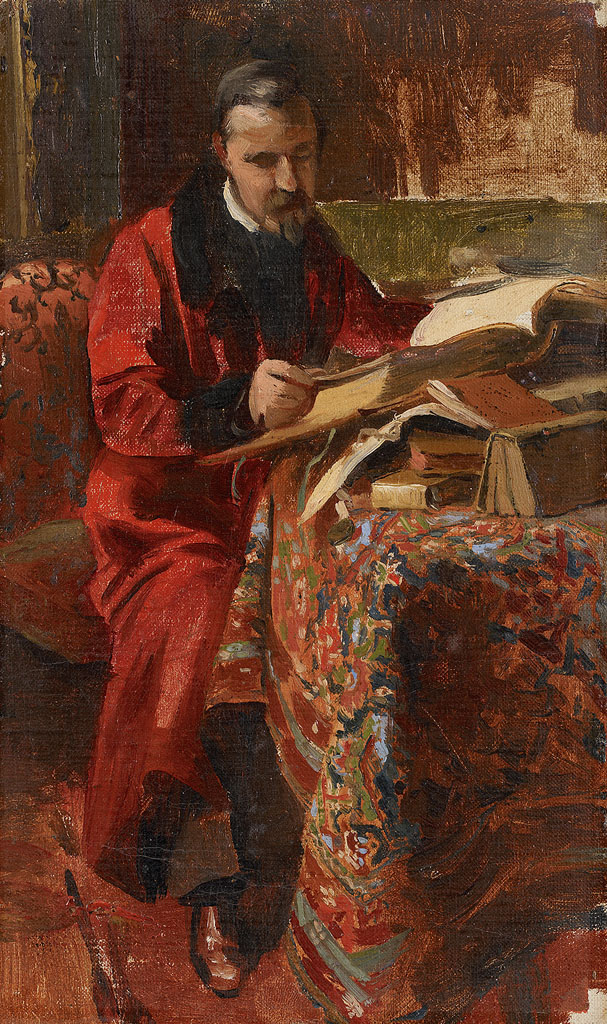
Abraham Willet in kamerjas, door Coen Metzelaar
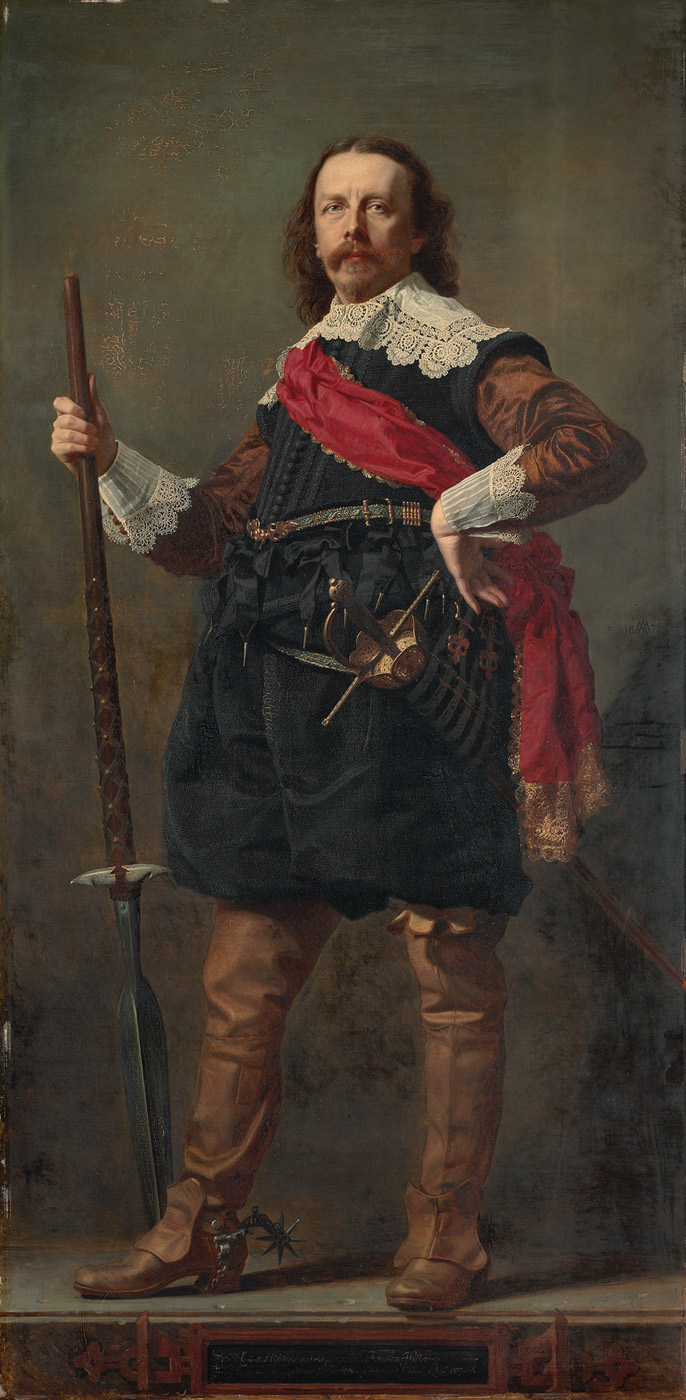
Abraham Willet, kunstverzamelaar in 17e-eeuws kostuum, door Andrzej Jerzy Mniszech